# Karl Maruhn
Karl Peter Heinrich Maruhn (Chemnitz, 5 de dezembro de 1904 – Gießen, 8 de fevereiro de 1976) foi um matemático alemão.

## Formação e carreira
Karl Maruhn estudou matemática e física na Universidade de Leipzig e na Universidade de Tübingen. Obteve um doutorado em 1931 na Universidade de Leipzig, orientado por Leon Lichtenstein, com a tese Ein Beitrag zur mathematischen Theorie der Gestalt der Himmelskörper. Em 1931 foi aprovado no exame de professor e lecionou nem escolas de Leipzig até 1935. Em 1939 obteve um cargo no Deutsche Versuchsanstalt für Luftfahrt em Berlim. Ao mesmo tempo deu aulas na Universidade Técnica de Berlim, onde obteve a habilitação em 1937. Em 1944/1945 ocupou uma cátedra de matemática aplicada na Universidade Carolina em [Praga]].
Após a Segunda Guerra Mundial foi docente e depois professor titular da Universidade de Jena, onde trabalhou em particular no campo da teoria do potencial. Em 1949 foi chamado para a Universidade Técnica de Dresden, onde foi diretor do Instituto de Matemática Pura. Em 1959 foi nomeado professor de matemática na Universidade de Gießen, onde aposentou- se em 1973.
Karl Maruhn publicou juntamente com Heinrich Grell e Willi Rinow na Deutscher Verlag der Wissenschaften a série Hochschulbücher für Mathematik.